# Forme normale algébrique

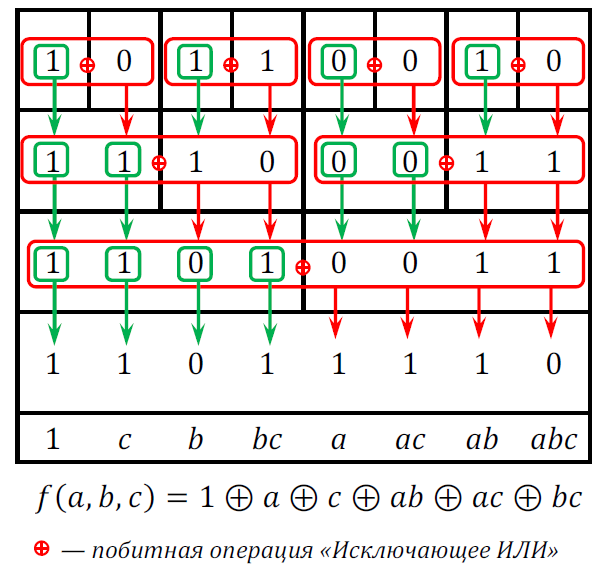
tableau de la forme normale algébrique

En logique mathématique, la forme normale algébrique d'une fonction booléenne est une formule qui est un ou exclusif de conjonctions de variables propositionnelles ; par exemple 1 ⊕ a ⊕ b ⊕ ab ⊕ abc (1 correspond à la conjonction vide). Toute fonction booléenne admet une unique forme normale algébrique de taille minimale.

## Construction de la forme normale algébrique
Pour construire une formule normale algébrique, on part d'une forme normale disjonctive. On remplace ensuite la négation de a par (1 ⊕ a). On applique ensuite les règles de distributivité et d'absorption (a ⊕ a) = 0.